# Nanna (geslacht)
Nanna is een geslacht van insecten uit de familie van de drekvliegen (Scathophagidae), die tot de orde tweevleugeligen (Diptera) behoort.

## Soorten
- N. albipila (Ringdahl, 1936)
- N. armillata (Zetterstedt, 1846)
- N. articulata (Becker, 1894)
- N. atripes (Malloch, 1931)
- N. bispinosa (Malloch, 1920)
- N. brevifrons (Zetterstedt, 1838)
- N. brunneicosta (Johnson, 1927)
- N. ceratopygia Birket-Smith, 1965
- N. colonoides (Kiriakoff, 1963)
- N. collinsii Kühne, 2007
- N. diplisticta (Bethune-Baker, 1911)
- N. eningae (Plötz, 1880)
- N. fasciata (Meigen, 1826)
- N. flavipes (Fallen, 1819)
- N. griseata Kühne, 2007
- N. inermis (Becker, 1894)
- N. kamerunica Kühne, 2007
- N. katmaiensis (Malloch, 1920)
- N. leucostoma (Zetterstedt, 1846)
- N. loewi (Becker, 1894)
- N. loloana (Strand, 1912)
- N. longicornis (von Roser, 1840)
- N. magna Birket-Smith, 1965
- N. melanosticta (Bethune-Baker, 1911)
- N. mensurata (Becker, 1894)
- N. minuta (Becker, 1894)
- N. montana Birket-Smith, 1965
- N. naumanni Kühne, 2005
- N. nigrifrontata (Becker, 1894)
- N. nigripes (Zetterstedt, 1846)
- N. nigriventris (Loew, 1864)
- N. nutans (Becker, 1894)
- N. pallidipes (Malloch, 1922)
- N. pia Strand, 1912
- N. puberula (Becker, 1894)
- N. similis (Coquillett, 1902)
- N. tibiella (Zetterstedt, 1838)
- N. unispinosa (Malloch, 1920)